# Mongoloraphidia nurgiza
Mongoloraphidia nurgiza är en halssländeart som beskrevs av H. Aspöck et al. 1997. Mongoloraphidia nurgiza ingår i släktet Mongoloraphidia och familjen ormhalssländor. Inga underarter finns listade i Catalogue of Life.